# Bezeq
Bezeq, The Israeli Telecommunication Corporation, nota semplicemente come Bezeq, è un'azienda israeliana che opera nel settore delle telecomunicazioni ed offre servizi di telefonia fissa, mobile e internet oltre che servizi di pay TV attraverso la controllata yes.
Fondata come azienda statale nel 1980 e operativa dal 1984, l'azienda è stata privatizzata nel 2005 ed è controllata dalla holding B Communications, a sua volta controllata dal fondo statunitense Searchlight Capital (67,2%) e dall'azienda israeliana TNR Investments (12,72%). È quotata presso la Borsa di Tel Aviv nell'indice azionario TA-35.